# Cipangocharax kiuchii
Cipangocharax kiuchii là một loài ốc nhiệt đới cỡ nhỏ đất liền với một nắp, là động vật chân bụng sống trên cạn mollusks thuộc họ Cyclophoridae.
Đây là loài đặc hữu của the limestone region of Tokushima-ken, Nhật Bản.